# Clyde, Alberta
Clyde är en ort i Kanada.   Den ligger i provinsen Alberta, i den centrala delen av landet, 2 900 km väster om huvudstaden Ottawa. Clyde ligger 655 meter över havet och antalet invånare är 503.
Terrängen runt Clyde är platt. Runt Clyde är det ganska glesbefolkat, med 36 invånare per kvadratkilometer.. Närmaste större samhälle är Westlock, 14,1 km väster om Clyde. 
Trakten runt Clyde består till största delen av jordbruksmark.